# Фриц Перлс
Фридрих (Фредерик) Саломон Перлс (на немски: Friedrich Salomon Perls), по-добре познат като Фриц Перлс (Пърлс от английски) е германски психиатър и психоаналитик от еврейски произход.

## Биография
Роден е на 8 юли 1893 година в Берлин, Германия, в семейството на Амелия Рунд и Нейтън Перлс. Израства като бохем. Откровен дадаист, изразяващ влечение към абсурдното, анархията, отрицанието на естетичните норми, отхвърлянето на разума и критикуването на логиката в изкуството. Игнорира естетиката, възхвалявайки ирационалната мисъл или изобщо липсата на каквато и да е мисъл. Един вид подигравка с традиционните ценности в изкуството. Бори се за превръщането на художествения авангард в революционна левица.
Първоначално интересите му се насочват в областта на театъра. От него се очаквало да следва право, като своя чичо Херман Щауб, и той действително взема това решение, но за кратко. В крайна сметка решава за учи медицина в Берлинския университет. Първата световна война прекъсва студентските му години. Той служи до края на войната през 1918 година, след което продължава с образованието си. Завършва като блестящ студент, за разлика от своите ученически години. Приблизително по това време решава, че иска да насочи фокуса си върху психиатрията. Интересът му се насочва към идеите на Зигмунд Фройд и Вилхелм Райх. По време на обучението си по психотерапия във Франкфурт, той среща бъдещата си съпруга Лаура, от която има две деца. Женят се през 1930 година.
Фриц и Лаура, които са евреи, осъзнават рано, че Германия бързо е обхваната от нацизма и все повече застрашава съществуването им. Те я напускат през 1933 година. Първоначално отиват да живеят в Холандия, а година по-късно емигрират в Южна Африка.
През 1936 г., 43-годишният психоаналитик Перлс пропътува 6500 км от дома си в Южна Африка за дългоочаквана среща с Фройд. Подходящият случай е годишният психоаналитичен конгрес, който тогава се провежда в Чехословакия. Перлс е много въодушевен от това пътуване и от доклада, който се готви да изнесе. Написал е нещо, което смята за принос и дори усъвършенстване на психоанализата, и очаква с нетърпение да види как ще го приемат колегите му. Цялото събитие се оказва унизителна катастрофа за Фриц. Докладът му не е приет много ентусиазирано, новите му идеи не са приветствани от ортодоксалното психоаналитично общество. Вилхелм Райх, който някога бил аналитикът на Перлс и много му помагал, почти не забелязва присъствието му. Най-големият удар обаче идва от самия Фройд. Перлс така и не успява да прекрачи прага на стаята му. Когато му казва, че е изминал целия път от Южна Африка, за да се срещне с него, Фройд отговаря: „Добре, и кога се връщате?“ Пърлс си отива смазан и засрамен
Умира на 76-годишна възраст в Чикаго на 14 март 1970 година.

## Научна дейност
Той въвежда термина „гещалт терапия“ за подхода към терапията, която развива със съпругата си Лаура Перлс от 40-те години. Неговият подход е свързан, но не е идентичен с гещалт психологията и гещалт теоретичната психотерапия на Ханс Юрген Валтер.
В ядрото на гещалт терапията е насърчаването на осъзнаването. Осъзнаването на единството на всички чувства и поведения и контакта между самия себе си и средата.
Перлс е широко изваждан отвъд сферата на психотерапията. Даван е за пример с „гещалт молитвата“, която добива популярност през 60-те години, когато индивидуализмът е поставян на пиедестал пред всичко и всички други. Гещалт молитвата е изявление от 56 думи наподобяваща класическа поема и представляваща синтезиран израз на модел и начин на живот. Водещо в нея е фокусът върху живота в отговор на собствените нужди, без да се проектира върху или да се приемат интроекти от другите. Той също така изразява идеята, че чрез задоволяване на собствените си нужди хората могат да помогнат на другите да направят същото и да създадат пространство за истински контакт; тоест, когато се „намерят, е красиво“.
"Аз върша моите дела. Ти вършиш твоите.
Аз не съм на този свят, за да отговоря на твоите очаквания.
Ти не си на този свят, за да отговориш на моите.
Ти си ти, а аз съм аз,
Ако се срещнем, това е красиво,
Ако ли не – нищо не може да се направи."